# Juliano (usurpador)
Marco Aurélio Sabino Juliano (em latim: Marcus Aurelius Sabinus Iulianus), conhecido também como Juliano da Panônia, foi um usurpador romano contra o imperador Carino ou Maximiano no século III. É possível que até quatro usurpadores com nomes similares tenham se rebelado neste mesmo período de mais ou menos uma década e pelo menos um é conhecido através de suas moedas.

## Usurpador contra Carino (283-285)
Juliano era um corrector no norte da Itália em 283 ou 284 (e não um prefeito pretoriano como afirmam algumas fontes). Logo depois que as notícias sobre a morte do imperador Caro ou Numeriano, 283 ou novembro de 284 respectivamente, alcançaram as províncias ocidentais, Juliano se revoltou na Panônia. Ele emitiu moedas em Siscia, algumas delas celebrando a Panônia. O imperador Carino, irmão de Numeriano, que vinha da Britânia para enfrentar o usurpador, deu-lhe combate e matou-o no início de 285 na Itália (possivelmente em Verona) ou em Ilírico.
De acordo com alguns acadêmicos, é possível que dois usurpadores tenham se misturado nesta história: um M AUR IULIANUS, corrector na Itália, que teria se revoltado depois da morte de Caro na Panônia e que foi derrotado em Ilírico e um Sabinus Iulianus, prefeito pretoriano, usurpador na Itália depois da morte de Numeriano, derrotado perto de Verona.

### Âmnio Anício Juliano
Outro usurpador, chamado somente de Juliano, causou alguma confusão na província da África contra Carino com apoio dos quinquegentani. Alguns historiadores defendem que o Juliano, procônsul da África atestado por uma carta não datada, teria sido morto Maximiano depois de ser falsamente acusado de traição.

## Usurpador contra Maximiano e Diocleciano
Um terceiro (ou quarto) Juliano aparece numa revolta no período anterior à ascensão de Maximiano (1 de março de 286) e a data em que Constâncio Cloro e Galério tornaram-se césares (1 março de 293). A revolta deste Juliano ocorreu na Itália, mas terminou quando, durante um cerco, ele se atirou no fogo depois que uma das muralhas da cidade ruiu.